# Les Mesneux
Les Mesneux település Franciaországban, Marne megyében. Lakosainak száma 963 fő (2022. január 1.). Les Mesneux Ormes, Bezannes, Jouy-lès-Reims, Pargny-lès-Reims, Sacy, Tinqueux és Ville-Dommange községekkel határos.

## Népesség
A település népességének változása:
| Lakosok száma | 323  | 667  | 756  | 858  | 838  | 847  | 861  | 876  | 905  | 963  |
|               | 1968 | 1982 | 1990 | 2006 | 2013 | 2015 | 2017 | 2019 | 2020 | 2022 |